# Lâu đài Toruń

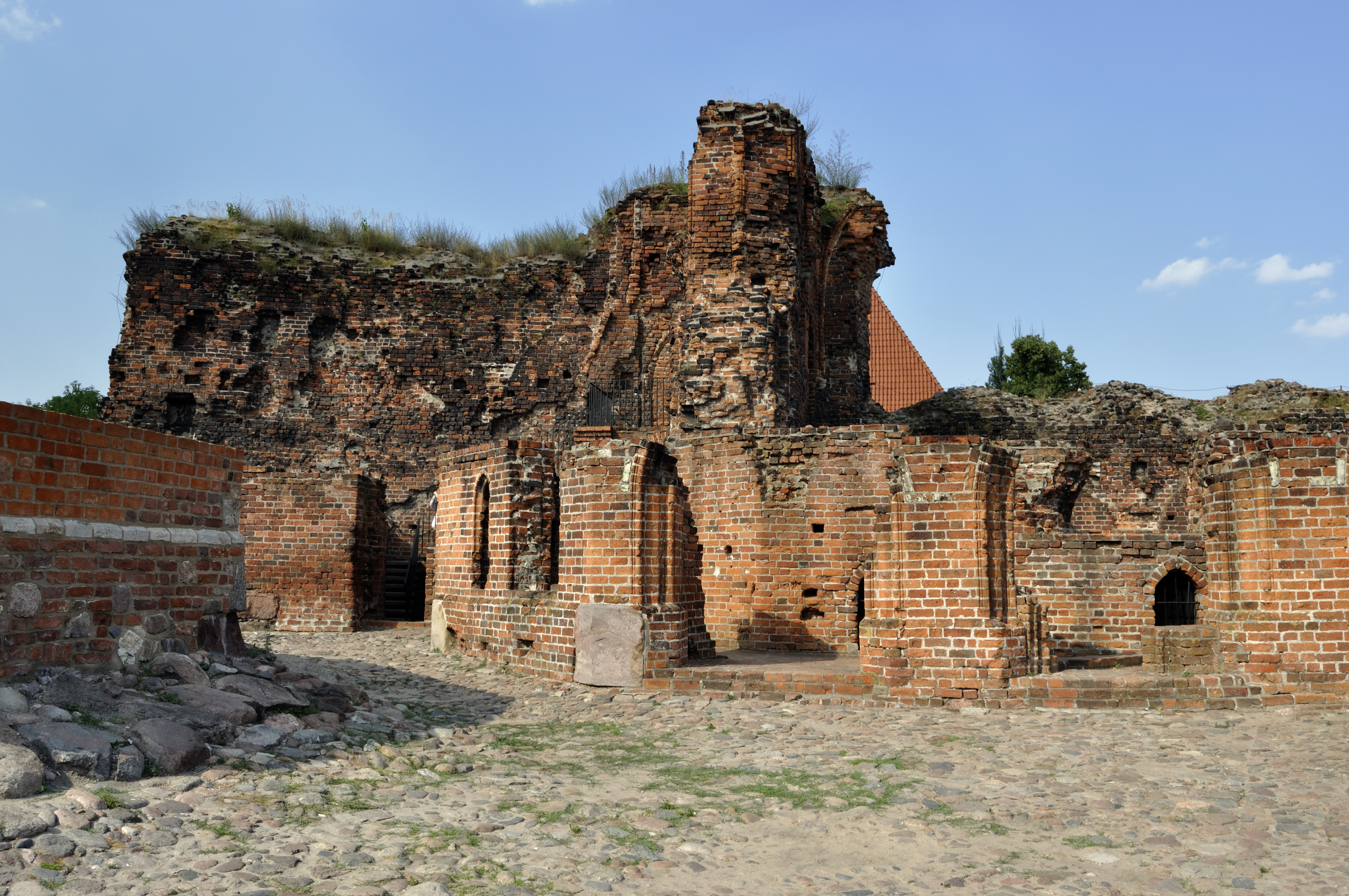
Tàn tích của lâu đài Toruń ngày nay

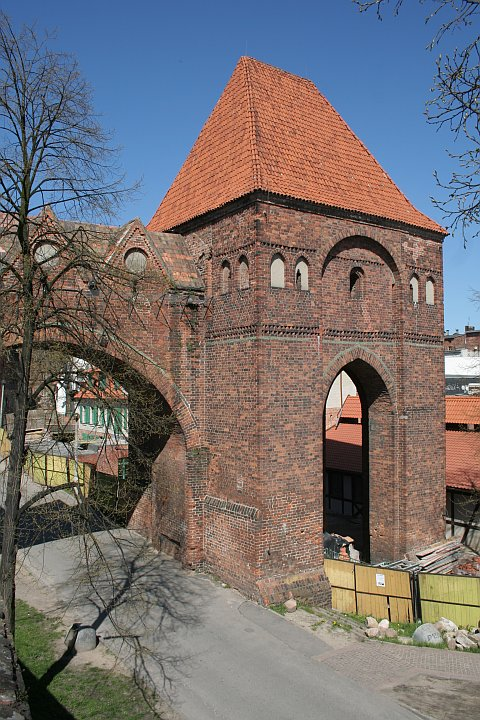
Tháp nước thải của lâu đài Toruń

Bản đồ hiển thị vị trí của Lâu đài Toruń trong Toruń hàng xóm thời trung cổ

Lâu đài Toruń hay Lâu đài Thorn là một lâu đài có từ thế kỷ 13 hoặc 14 của Dòng Teutonic nằm ở Toruń (Thorn), Ba Lan. Lâu đài là một phần của Thị trấn thời trung cổ Toruń, một trong những Di sản Thế giới ở Ba Lan.

## Lịch sử
Lâu đài Toruń là một trong những lâu đài đầu tiên được xây dựng bởi Dòng tại vùng đất được nhượng lại bởi Công tước Conrad của Masovia. Việc xây dựng bắt đầu vào giữa thế kỷ 13, và tiếp tục trong khoảng một trăm năm. Đó là lâu đài Teutonic đầu tiên ở Chełmno Land. Thị trấn mới Toruń phát triển cùng với các pháo đài Teutonic có nhiệm vụ bảo vệ nó. Giá trị lịch sử của cung điện xuất phát từ thực tế rằng đó là căn cứ của các Hiệp sĩ Teutonic khi họ bắt đầu nhiệm vụ đầu tiên là xâm chiếm những người Phổ cổ ngoại giáo, và sau đó là sự hình thành của nhà nước Teutonic. Chức năng được biết đến đầu tiên của lâu đài là nơi ở của một chỉ huy Teutonic.
Hầu như còn rất ít những lâu đài còn tồn tại cho đến ngày nay, vì nó đã bị phá hủy trong nhiều thế kỷ kể từ đó, với nhiều sự phá hủy xảy ra trong một cuộc nổi loạn của thị trấn vào năm 1454. Thành phố đã nổi dậy vào ngày 4 tháng 2, và vài ngày sau đó, đội quân đồn trú Teutonic nhỏ đã thương lượng đầu hàng; họ được phép rời khỏi lâu đài và thành phố. Không lâu sau đó, vào ngày 8 tháng Hai, các lâu đài bị cướp, và sau đó là Toruń Hội đồng Thành phố đã quyết định rằng nó sẽ được phá bỏ để ngăn chặn sự Teutonic Knights từ tái chiếm lại nó. Sự kiện này đánh dấu sự khởi đầu của Chiến tranh mười ba năm (1454-1966).
Lâu đài đã được khai quật một phần, xây dựng lại và biến thành một di tích lịch sử vào năm 1966 trong thời kỳ Cộng hòa Nhân dân Ba Lan nhân kỷ niệm 500 năm Hòa bình Thorn lần thứ hai.

## Kiến trúc
Không giống như hầu hết các lâu đài Teutonic sau này, nó không phải là một tòa lâu đài hình chữ nhật bốn cánh; thay vào đó chỉ có hai cánh, được bố trí theo mô hình tương tự như hình móng ngựa.
Phần lớn nhất của lâu đài để tồn tại cho đến ngày nay là tháp nước thải (dansker). Tòa tháp nằm trên một con suối nối với sông Vistula gần đó.
Phần khác của lâu đài cũ còn lại ngày nay là hầm. Các phần khác của lâu đài cũ bây giờ hoạt động như các cuộc triển lãm. Các vật trưng bày nằm cố định, phần lớn nằm trong hầm của cung điện, được trưng bày trong các nơi như kho vũ khí, nhà bếp, ký túc xá, scriptorium và xưởng đúc tiền.

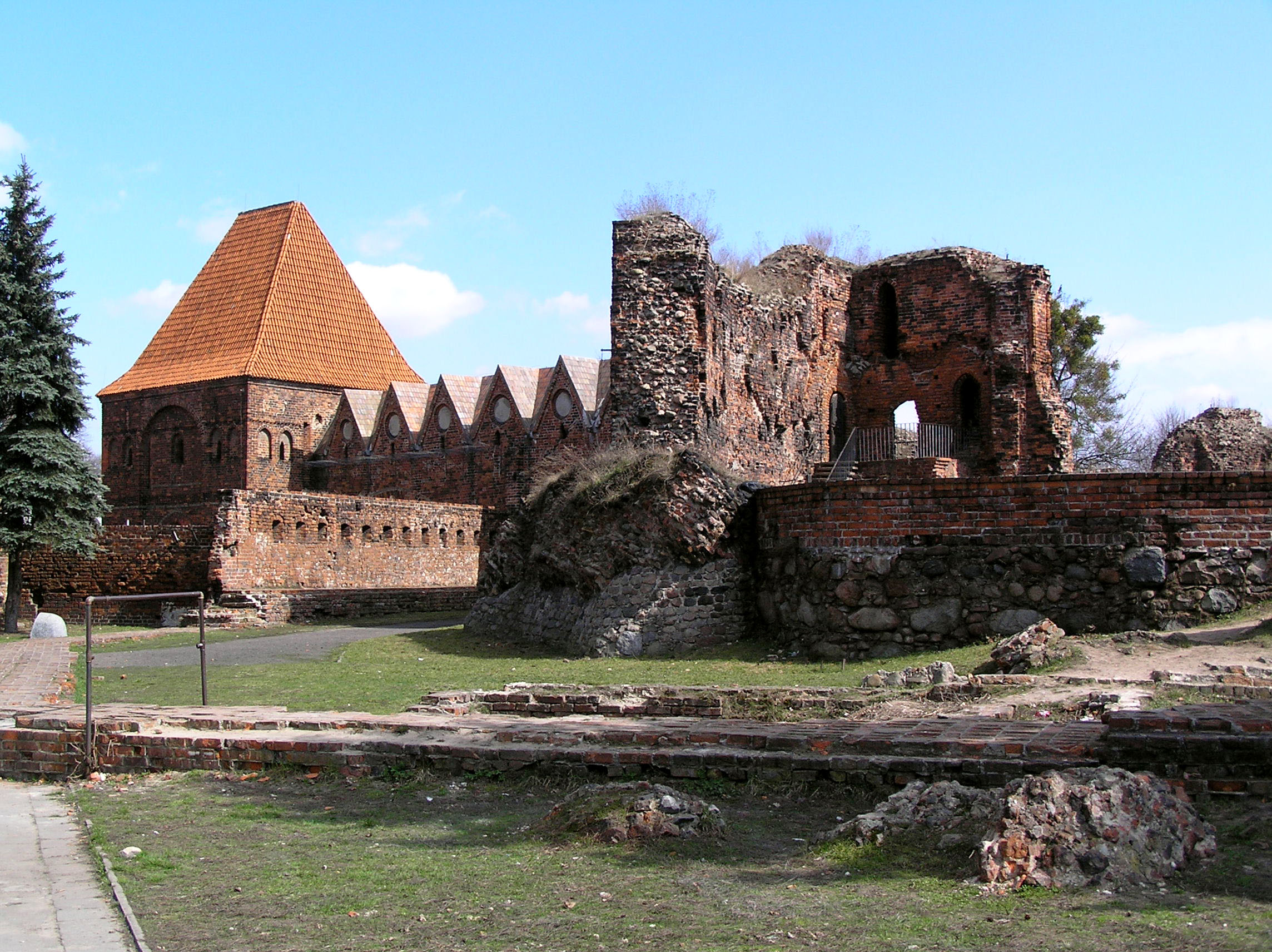
Tàn tích của lâu đài Toruń

## liên kết ngoài
- (tiếng Ba Lan) Zamek Krzyżacki (hủy hoại)
- (tiếng Ba Lan) Ruiny Zamku Krzyżackiego